# Blepharita leptitanus
Blepharita leptitanus là một loài bướm đêm trong họ Noctuidae.